# Peter Bümlein
Jörg Peter Bümlein (* 31. Mai 1945 in Fürth; † 28. August 2010 in Esslingen am Neckar) war ein deutscher Politiker der SPD. Er war von 1983 bis 2007 der zweite Oberbürgermeister von Filderstadt.

## Leben
Bümlein besuchte zunächst die Volksschulen in Speyer und Pirmasens, später die Gymnasien in Pirmasens und Annweiler am Trifels. Anschließend studierte er Mathematik und Physik an der Universität Heidelberg und absolvierte ein Werkssemester beim Evangelischen Studienwerk Villigst in Schwerte. Daraufhin studierte er Wirtschaftswissenschaft an der Ruhr-Universität Bochum. Dann arbeitete er als wissenschaftliche Hilfskraft und als wissenschaftlicher Assistent am Seminar für Theoretische Wirtschaftslehre der Universität Bochum und legte dort 1974 seine Promotion ab, die er mit summa cum laude abschloss. Anschließend studierte er Internationale Politik an der University of Southern California. Von 1976 bis 1983 arbeitete er in der Pforzheimer Stadtverwaltung, zunächst als persönlicher Referent des Oberbürgermeisters und später als stellvertretender Leiter der Finanzverwaltung.

## Oberbürgermeister von Filderstadt
Im Jahr 1983 konnte Bümlein sich bei der Oberbürgermeisterwahl in Filderstadt im zweiten Wahlgang gegen den Amtsinhaber Karl Feßler durchsetzen. 1991 und 1999 wurde er wiedergewählt. Im September 2007 wurde er mit einem Festakt in der FILharmonie in den Ruhestand verabschiedet. Auf ihn folgte Gabriele Dönig-Poppensieker.

### Errungenschaften
1985 schaffte er die Stelle des ersten Umweltschutzreferenten und 1989 die erste Stelle einer Frauenbeauftragten einer Stadt im Landkreis Esslingen. 1987 brachte er den ersten direkt gewählten Jugendgemeinderat im gesamten Bundesgebiet auf den Weg. 2000 richtete er das Referat für Bürgerbeteiligung und Stadtentwicklung ein. In seiner Amtszeit wurde die Jugendkunstschule eingerichtet, der Familienpass eingeführt, die Jugendfarm geschaffen und ein Sommerferienprogramm für Kinder eingerichtet. Außerdem wurden das Alten- und Gemeinwesenzentrum Haus am Fleinsbach  errichtet sowie das Kultur- und Kongresszentrum FILharmonie gebaut. Bümlein setzte sich zudem für die dann erfolgte Weiterführung der S-Bahn vom Flughafen Stuttgart nach Filderstadt-Bernhausen. Das Freizeit- und Erlebnisbad Fildorado wurde in seiner Amtszeit grundlegend saniert und modernisiert. Weiterhin entstanden während seiner Amtszeit internationale Städtepartnerschaften mit Poltawa und Selby sowie die innerdeutsche Städtepartnerschaft mit Oschatz. Während seiner Amtszeit ging außerdem die Verschuldung des städtischen Haushaltes von 22,8 Millionen Euro auf Null zurück.

### Gremien
- Mitglied des Kreistages Esslingen
- Mitglied in der Regionalversammlung des Verbands Region Stuttgart
- Vorsitzender des Aufsichtsrats Fildorado
- Vorsitzender Abwasserverband Unteres Aichtal
- Mitglied im Ausschuss für die Verteilung der Mittel des Ausgleichsstocks beim Regierungspräsidium Stuttgart
- Verwaltungsrat Bodensee-Wasserversorgung
- Vorsitzender Filderwasserversorgung
- Mitglied Flughafenbeirat des Flughafens Stuttgart
- Mitglied Fluglärmkommission des Flughafens Stuttgart
- Stellvertretender Vorsitzender Kommunale Datenverarbeitung Region Stuttgart
- Mitglied im Verwaltungsrat Kreissparkasse Esslingen-Nürtingen
- Stellv. Mitglied in der Vertreterversammlung der Landesversicherungsanstalt
- Stiftungsrat der Werner-Weinmann-Stiftung

## Privates
Bümlein war verheiratet und Vater zweier Töchter.

## Ehrungen
Für seine Verdienste erhielt er 2004 das Verdienstkreuz am Bande des Verdienstordens der Bundesrepublik Deutschland. Im Jahr 2008 wurde er mit der Ehrenbürgerwürde der Stadt Filderstadt ausgezeichnet. Im Jahr 2011 wurde der Platz am Bahnhofsareal in Bernhausen in Dr.-Peter-Bümlein-Platz umbenannt.